# Rio Santa Rosa (Purus)
O rio Santa Rosa e um curso de água que desde sua nascente define a fronteira Brasil-Peru, e entre o departamento peruano de Ucayali e o estado brasileiro do Acre. Em seguida, flui em uma direção nordeste por uma curta distância ao longo da divisa da Floresta Nacional de Santa Rosa dos Purus, até a confluência com o rio Purus, margem esquerda, em frente a Santa Rosa do Purus.